# Фридинский, Сергей Николаевич
Серге́й Никола́евич Фриди́нский (род. 2 июня 1958, Куйбышев, РСФСР, СССР) — российский государственный деятель, юрист, прокурор. Заместитель Генерального прокурора Российской Федерации с 7 июня 2000 по 7 июля 2006. Заместитель Генерального прокурора Российской Федерации — Главный военный прокурор с 7 июля 2006 по 26 апреля 2017. Доктор юридических наук (2011). Государственный советник юстиции 1-го класса (2000). Генерал-полковник юстиции (2007).

## Биография
Родился 2 июня 1958 года в Куйбышеве.
В 1975—1976 годах работал на военном складе Закавказского военного округа. В 1976 году поступил на военно-юридический факультет Военного института Министерства обороны СССР, который окончил в 1980 году по специальности «юрист».
В период 1980—1985 годов проходил службу в Красноярском гарнизоне Сибирского военного округа на должностях: следователь, старший следователь, помощник, старший помощник военного прокурора. В 1985—1989 годах — военный прокурор следственного отдела, старший помощник — начальник отдела общего надзора военной прокуратуры Сибирского военного округа (Новосибирск).
В 1989—1993 годах — военный прокурор Красноярского гарнизона Сибирского военного округа. В 1993—1997 годах — первый заместитель военного прокурора Забайкальского военного округа (Чита). В 1997—2000 годах — военный прокурор Северо-Кавказского военного округа (Ростов-на-Дону).
7 июня 2000 года назначен заместителем Генерального прокурора Российской Федерации.
В 2003 году в Ростовском юридическом институте МВД России защитил кандидатскую диссертацию на тему: «Борьба с экстремизмом : Уголовно-правовой и криминологический аспекты», в 2011 году — докторскую диссертацию на тему: «Противодействие экстремистской деятельности (экстремизму) в России : социально-правовое и криминологическое исследование» в Московской государственной юридической академии.
7 июля 2006 года назначен заместителем Генерального прокурора Российской Федерации — главным военным прокурором. В апреле 2017 года подал в Совет Федерации заявление с просьбой об отставке по причине выхода на пенсию по выслуге лет, которая была принята 26 апреля 2017 года.

## Награды
- Орден «За заслуги перед Отечеством» 3 степени
- Орден «За военные заслуги»
- Орден Почёта
- Медаль «За воинскую доблесть» 1-й степени
- Медаль «За воинскую доблесть» 2-й степени
- более 20 медалей СССР и РФ
- Почётная грамота Президента Российской Федерации[4]

Почётные звания
- Заслуженный юрист Российской Федерации
- Почётный работник прокуратуры России

Общественные, религиозные и иные награды
- Императорский орден Святой Анны 1 степени[источник не указан 3011 дней]